# El reto del samurái
The Challenge es una película de acción estadounidense de 1982 dirigida por John Frankenheimer y coescrita por John Sayles. La película está protagonizada por Scott Glenn y Toshirō Mifune. Se puede destacar que esta película tiene varias escenas basadas en movimientos de aikido, coreografiadas por Steven Seagal, antes de iniciar su propia en el cine.

## Argumento
La espada (uno de un par de conocidos como "Los Iguales") era una reliquia de la familia, que se transmiten a través de las generaciones, y que se había perdido durante la II Guerra Mundial. Finalmente fue localizado en California , donde Yoshiida, el hijo de Toshio, la encuentra. Él busca a alguien a contratar para actuar como señuelo a fin de pasar de contrabando en Japón, y de regreso a su legítimo dueño, Yoshida-san. Rick Murphy (Scott Glenn) es contratado para pasar de contrabando una rara espada en Japón, sólo para encontrar a su llegada que es un fake. Agravante de que ha sido utilizado como señuelo, se enfrenta con la perspectiva de ser asesinado por Yoshida-san (Toshirō Mifune) hermano, Hideo. En su lugar, se le aconseja a infiltrarse Yoshida de artes marciales de la escuela y obtener la espada. Lo hace, sin embargo, se encuentra a sí mismo en las formas de la etiqueta Japonesa y la tradición hasta el punto donde se devuelve la espada a Él mismo después de haber tenido la oportunidad perfecta para escapar con ella. Murphy, a continuación, pide humildemente a Yoshida-san, si puede ser perdonado y llevado de vuelta en porque quiere conocer las formas de Bushido. Yoshida está de acuerdo, pero solo si Murphy sigue Yoshida.
Murphy siguió tambaleándose en su vida en la escuela de Yoshida hasta que, después de un peligroso y casi fatal intento por parte de uno de los más altos miembros de la escuela de robar la espada, él se va y Akiko, la única hija de Yoshida, lo encuentra en un hotel de Kioto. Enamorándose, salen a ver la luces y sonidos de la ciudad, entre ello, ver una ceremonia sintoísta. Durante el alboroto del concurrido desfile, Murphy y Akiko se separan y uno de los secuaces de Hideo la secuestra y la lleva ante él, su tío. Yoshida, cargado con armas antiguas, se aventura hacia el complejo industrial de Hideo, donde Ando (Calvin Jung), el líder de los compinches, le dispara. Hideo asesina a Ando por haber hecho eso y Murphy, que se le había unido en su búsqueda, decide luchar contra Hideo para defender a su maestro. Murphy se las arregla para derrotar a Hideo y ganar el día.

## Reparto
| Actor           | Personaje             |
| --------------- | --------------------- |
| Scott Glenn     | Rick Murphy           |
| Toshiro Mifune  | Satoru "Toru" Yoshida |
| Atsuo Nakamura  | Hideo Yoshida         |
| Donna Kei Benz  | Akiko Yoshida         |
| Calvin Jung     | Ando                  |
| Clyde Kusatsu   | Go                    |
| Sab Shimono     | Toshio Yoshida        |
| Ryuji Yamashita | Joven Toshio          |
| Kiyoaki Nagai   | Kubo                  |
| Kenta Fukasaku  | Jiro                  |
| Shōgo Shimada   | Shin'ichi Yoshida     |
| Yoshio Inaba    | Kenzo, el instructor  |
| Seiji Miyaguchi | Anciano               |
| Miiko Taka      | Machiko Yoshida       |

## Producción
La película fue rodada íntegramente en Japón. El Centro internacional de conferencias de Kioto fue la locación de la guarida de Hideo.

## Versión alternativa
Una versión reeditada de la película titulada Espada del Ninja fue creada para la televisión. En esta versión, se eliminaron cerca de diez minutos de metraje, parte de la violencia gráfica de la versión original y se añadieron algunos ensombrecimientos para hacer espacio para comerciales.

## Recepción
La película recibió 75% en Rotten Tomatoes.